# Road Trips Volume 4 Number 1
Road Trips Volume 4 Number 1 je koncertní album skupiny Grateful Dead. Album vyšlo 16. listopadu 2010 u Grateful Dead Records. Nahrávky pocházejí z 23. a 24. května 1969.

## Seznam skladeb
| Disk 1 | Disk 1                  | Disk 1                                                 | Disk 1 |
| Pořadí | Název                   | Autor                                                  | Délka  |
| ------ | ----------------------- | ------------------------------------------------------ | ------ |
| 1.     | Hard to Handle          | Redding                                                | 5:47   |
| 2.     | Dark Star               | Garcia, Hart, Kreutzmann, Lesh, McKernan, Weir, Hunter | 18:56  |
| 3.     | St. Stephen             | Garcia, Lesh, Hunter                                   | 9:01   |
| 4.     | The Eleven              | Garcia, Lesh, Hunter                                   | 10:38  |
| 5.     | Turn On Your Love Light | Malone, Scott                                          | 30:59  |

| Disk 2 | Disk 2                                        | Disk 2               | Disk 2 |
| Pořadí | Název                                         | Autor                | Délka  |
| ------ | --------------------------------------------- | -------------------- | ------ |
| 1.     | Introduction                                  |                      | 4:27   |
| 2.     | Turn On Your Lovelight                        | Malone, Scott        | 27:27  |
| 3.     | Doin' That Rag                                | Garcia, Hunter       | 6:43   |
| 4.     | He Was a Friend of Mine (Just a Hand to Hold) | Spoelstra            | 8:49   |
| 5.     | China Cat Sunflower                           | Garcia, Hunter       | 5:24   |
| 6.     | The Eleven                                    | Garcia, Lesh, Hunter | 5:17   |
| 7.     | Death Don't Have No Mercy                     | Davis                | 7:00   |

| Disk 3         | Disk 3               | Disk 3                       | Disk 3 |
| Pořadí         | Název                | Autor                        | Délka  |
| -------------- | -------------------- | ---------------------------- | ------ |
| 1.             | Morning Dew          | Dobson, Rose                 | 9:44   |
| 2.             | Me and My Uncle      | Phillips                     | 3:17   |
| 3.             | Yellow Dog Story     | Weir                         | 3:12   |
| 4.             | Alligator            | Lesh, McKernan, Hunter       | 4:00   |
| 5.             | Drums                | Hart, Kreutzmann             | 7:33   |
| 6.             | St. Stephen          | Garcia, Lesh, Hunter         | 5:58   |
| 7.             | Feedback             | Grateful Dead                | 4:17   |
| 8.             | We Bid You Goodnight | trad., arr. by Grateful Dead | 3:22   |
| Celková délka: | Celková délka:       | Celková délka:               | 184:53 |

## Sestava
- Jerry Garcia – sólová kytara, zpěv
- Bob Weir – rytmická kytara, zpěv
- Phil Lesh – basová kytara, zpěv
- Tom Constanten – klávesy
- Ron „Pigpen“ McKernan – perkuse, zpěv
- Mickey Hart – bicí
- Bill Kreutzmann – bicí